# 25331 Berrevoets
25331 Berrevoets è un asteroide della fascia principale. Scoperto nel 1999, presenta un'orbita caratterizzata da un semiasse maggiore pari a 2,7066185 UA e da un'eccentricità di 0,2138845, inclinata di 2,55234° rispetto all'eclittica.